# Phaenops carolina
Phaenops carolina är en skalbaggsart som först beskrevs av Manee 1913.  Phaenops carolina ingår i släktet Phaenops och familjen praktbaggar. Inga underarter finns listade i Catalogue of Life.